# Крым, Анатолий Исаакович
Анатолий Исаакович Крым (род. 2 сентября 1946, Винница) — украинский писатель, драматург, сценарист. Заслуженный деятель искусств Украины (2005). Также награждён орденом «За заслуги» III степени (2021). Почётный гражданин города Балтимора (США).
Член Союза писателей Украины (1979), его секретарь (с 2004 года).

## Книги[3]
- Крым, А. Выбор. — Радянський письменник: Киев, 1979. — 334 с.
- Крым, А. Граница дождя. — Радянський письменник: Киев, 1982.
- Крым, А. Неугомонный Абрикосов. — Карпаты: Ужгород, 1983.
- Крым, А. Долгая дорога домой. — Мистецтво: Киев, 1985.
- Крым, А. Чакона. — Радянський письменник: Киев, 1986.
- Крым, А. В ожидании мессии. — Радянський письменник: Киев, 1988.
- Крым, А. Девятый круг. — Карпаты: Ужгород, 1989.
- Крым, А. Выбор. — Дніпро: Киев, 1989.
- Крым, А. Граница дождя. — Дніпро: Киев, 1989.
- Крым, А. Заложники отеля «Европа». — Радянський письменник: Киев, 1991.
- Крым, А. Фиктивный брак. — Радянський письменник: Киев, 1994.
- Крым, А. Рассказы о еврейском счастье. — Печатный дом: Одесса, 2005.
- Крым, А. Завещание целомудренного бабника. — Український письменник: Киев, 2005.
- Крым, А. Избранное в двух томах. — Зодиак: Одесса, 2006.
- Крым, А. Пьесы. — Феникс: Киев, 2006.
- Крым, А. Осень в Вероне. — Неопалима Купина: Киев, 2007.
- Крым, А. Рассказы о еврейском счастье, 2-е издание. — Феникс: Киев, 2008.
- Крым, А. Завещание целомудренного бабника. — ГИТИС: Москва, 2008.
- Крым, А. Рассказы о еврейском счастье, 3-е издание. — ЗЕБРА-Е: Москва, 2009.
- Крым, А. Труба. — Саммит: Киев, 2010.
- Крым, А. Лёвушка. — Детская литература: Москва, 2019.

## Сценарист
- Предчувствие (2018)
- Менты. Тайны большого города (2012)
- Ой, мамочки… (2008)
- Квартет для двоих (2007)
- Жажда экстрима (2007)
- Дни надежды (2007)
- Возвращение блудного мужа (2007)